# La Celle-Saint-Avant
La Celle-Saint-Avant is een gemeente in het Franse departement Indre-et-Loire (regio Centre-Val de Loire). De plaats maakt deel uit van het arrondissement Loches. La Celle-Saint-Avant telde op 1 januari 2022 1.059 inwoners.

## Geografie
De oppervlakte van La Celle-Saint-Avant bedroeg op 1 januari 2022 17,8 vierkante kilometer; de bevolkingsdichtheid was toen 59,5 inwoners per km².

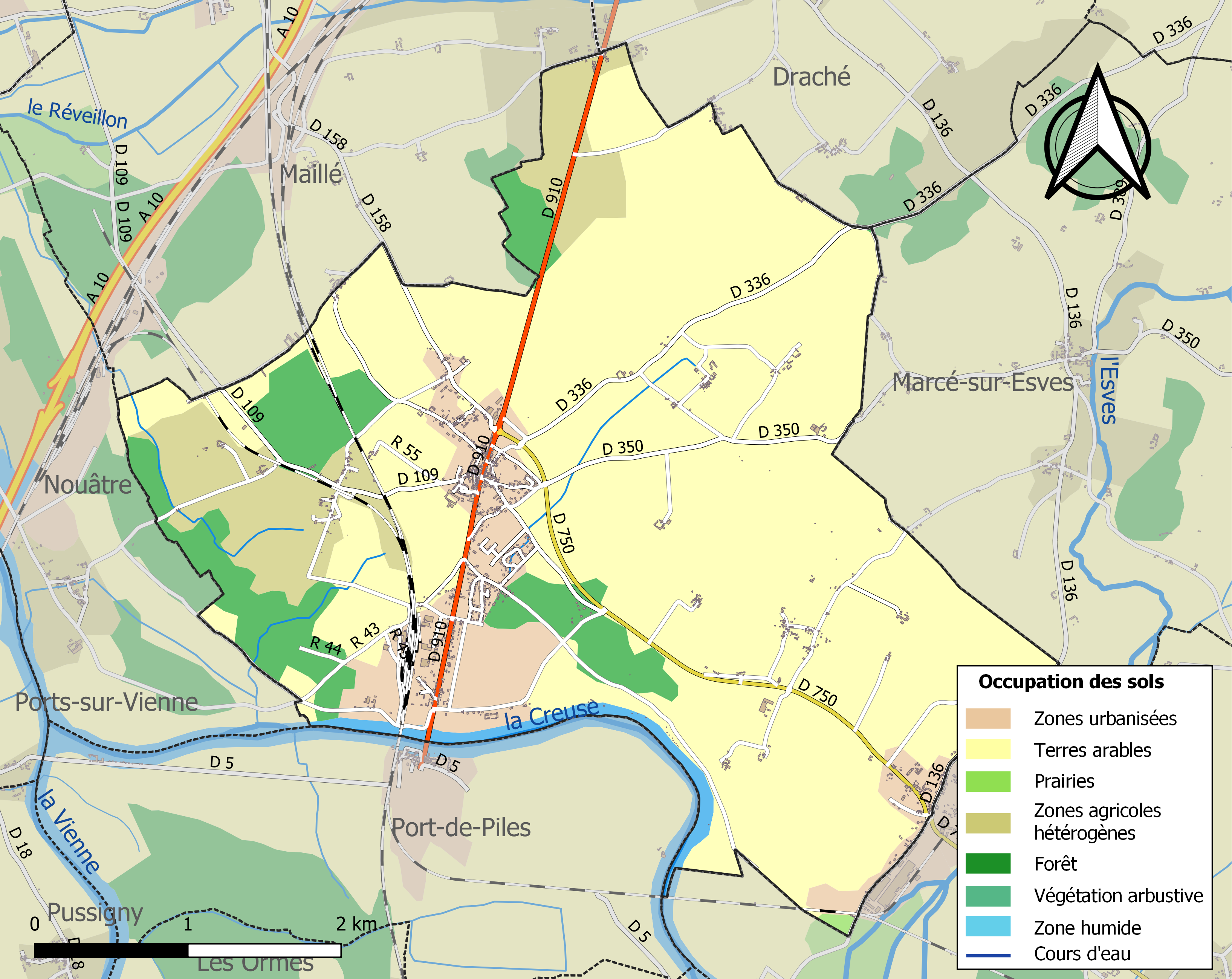
Kaart van de gemeente met belangrijkste infrastructuur, bodemgebruik en omliggende gemeenten

## Verkeer en vervoer
In de gemeente ligt spoorwegstation Port-de-Piles.

## Demografie
Onderstaande figuur toont het verloop van het inwonertal (bron: INSEE-tellingen).